# Bus Simulator 16
Bus Simulator 16 ist ein Bus-Simulator, der von Stillalive Studios entwickelt und von Astragon Entertainment für Microsoft Windows und MacOS veröffentlicht wurde. Bus Simulator 16 stützt sich auf die Unity Engine und war erstmals am 3. März 2016 weltweit erhältlich.

## Spielprinzip
Das Spiel hat die Fahrzeuge von der Firma MAN lizenziert. Außerdem kann der Spieler mit den Bussen in fünf Stadtteile durchqueren. Das Spiel bietet auch einen Routenmanager, mit dem Spieler ihre eigenen Buslinien erstellen kann. Ein Multiplayer-Modus ist im Spiel ebenfalls verfügbar.

## Entwicklung und Veröffentlichung
Das Spiel wurde im Juli 2015 angekündigt. Es ist das erste Spiel der Reihe, das von den österreichischen Videospielentwickler Stillalive Studios entwickelt wurde. Bus Simulator 16 wurde am 3. März auf Windows und MacOS. Am 25. Januar 2017 kam ein DLC raus, welches drei lizenzierten Mercedes-Benz-Bussen enthielt.

## Rezeption
Laut Metacritic erhielt das Spiel „gemischte oder durchschnittliche“ Kritiken. Richard Allen von Invision Community gab dem Spiel sieben Punkte und schrieb, dass die Handhabung des Spiels dem American Truck Simulator von SCS Software sehr ähnlich sei, der im selben Zeitraum veröffentlicht wurde. James Graham von „Dark Station“ gab ihm drei von fünf Sternen. Er lobte die interessanten Ideen des Spiels, kritisierte jedoch die winzige Karte im Spiel und einen Mangel an Inhalten. „Brash Games“ bewertete das Spiel nur mit drei von zehn Punkten und kommentierte: „Bus Simulator 16 ist eine leblose, seelenlose Lüge eines Simulators.“